# Gârla Mare
Gârla Mare é uma comuna romena localizada no distrito de Mehedinți, na região de Oltênia. A comuna possui uma área de 62.56 km² e sua população era de 3278 habitantes segundo o censo de 2007.